# Dianous haraldi
Dianous haraldi  (лат.) — вид жуков-стафилинид из подсемейства Steninae. Эндемик Лаоса. Вид назван в честь австрийского натуралиста и коллектора типовой серии Харальда Шиллхаммера (Harald Schillhammer, Вена).

## Распространение
Азия: северный Лаос (провинция Lg. Nam Tha).

## Описание
Мелкие коротконадкрылые жуки. Длина тела взрослых насекомых 3,4 — 3,9 мм. Основная окраска металлически блестящая, чёрная с пурпурным отблеском. Ноги чёрные (кроме красновато-жёлтой базальной части бёдер). Усики чёрные, щупики красновато-жёлтые. Тело мелко пунктированное. Длина висков примерно равна половине диаметра глаза, которые занимают только часть бока головы. Глаза крупные и выпуклые. Лапки пятичлениковые (формула лапок 5—5—5). Задние тазики конической формы. Вид был впервые описан в 2000 году немецким колеоптерологом Фолькером Путцом (Volker Puthz; Limnologische Fluss-Station des Max-Planck-Instituts fur Limnologie, Шлиц, Германия).